# Marsolan
Marsolan (gaskognisch Marçolan) ist eine französische Gemeinde mit 442 Einwohnern (Stand 1. Januar 2022) im Département Gers in der Region Okzitanien; sie gehört zum Arrondissement Condom und zum Gemeindeverband Lomagne Gersoise. Die Bewohner nennen sich Marsolanais/Marsolanaises.

## Geografie
Marsolan liegt rund 33 Kilometer nördlich der Stadt Auch im Norden des Départements Gers. Verkehrstechnisch liegt die Gemeinde an der D653 abseits von bedeutenden Fernverkehrswegen.

## Geschichte
Der Ort liegt in der Lomagne, die im Mittelalter eine Vizegrafschaft war. Die Gemeinde gehörte von 1793 bis 1801 zum District Lectoure, zudem lag Marsolan von 1793 bis 015 im Wahlkreis (Kanton) Lectoure. Die Gemeinde war von 1801 bis 1926 dem Arrondissement Lectoure zugeteilt. Dieses wurde 1926 aufgelöst und die Gemeinde Teil des Arrondissements Condom.

## Bevölkerungsentwicklung
| Jahr                       | 1962 | 1968 | 1975 | 1982 | 1990 | 1999 | 2006 | 2020 |
| Einwohner                  | 520  | 481  | 387  | 342  | 384  | 388  | 425  | 448  |
| Quellen: Cassini und INSEE |      |      |      |      |      |      |      |      |

## Sehenswürdigkeiten
- Kirche Notre-Dame-du-Rosaire
- Dolmen du Bois de la source de Taillan
- Kirche Saint–Georges
- Kapelle Sainte Quitterie in Tressens
- Denkmal für die Gefallenen[1]
- Brunnen aus der Römerzeit
- Lavoir (ehemaliges Waschhaus)
- zahlreiche Wegkreuze[2]